# Dylan Vandenstorme
Dylan Vandenstorme (Aalst, 19 april 2002) is een Belgische wielrenner die vanaf 2024 voor Team Flanders-Baloise uitkomt. Nadat Vandenstorme in 2023 bij de beloften een etappe in de Ronde van de Aostavallei won, stapte Vandenstorme in 2024 over naar de beroepsrenners.

## Overwinningen
2023
1e etappe Ronde van de Aostavallei

## Resultaten in voornaamste wedstrijden
|      | \| Jaar \| Gent-Wevelgem \| Ronde van Vlaanderen \| Parijs-Roubaix \| Amstel Gold Race \| Luik-Bast.‑Luik \| \| ---- \| ------------- \| -------------------- \| -------------- \| ---------------- \| --------------- \| \| 2024 \| 83e \| opgave \| 93e \| opgave \| opgave \| \| 2025 \| \| opgave \| \| \| \| |                      |                |                  |                 |
| Jaar | Gent-Wevelgem | Ronde van Vlaanderen | Parijs-Roubaix | Amstel Gold Race | Luik-Bast.‑Luik |
| 2024 | 83e | opgave               | 93e            | opgave           | opgave          |
| 2025 | | opgave               |                |                  |                 |

## Ploegen
- 2023 –  Circus-ReUz-Technord
- 2024 –  Team Flanders-Baloise
- 2025 –  Team Flanders-Baloise

Bonneu · Claeys · Clynhens · Colman · Craps · De Vylder · De Wilde · Dejaegher · Dens · Deweirdt · Gerits · Hesters · Maris · Van Hemelen · Van Poucke · Vandenbranden · Vandenstorme · Vandevelde · Vanhoof · Vercouillie